# Marnixstraat

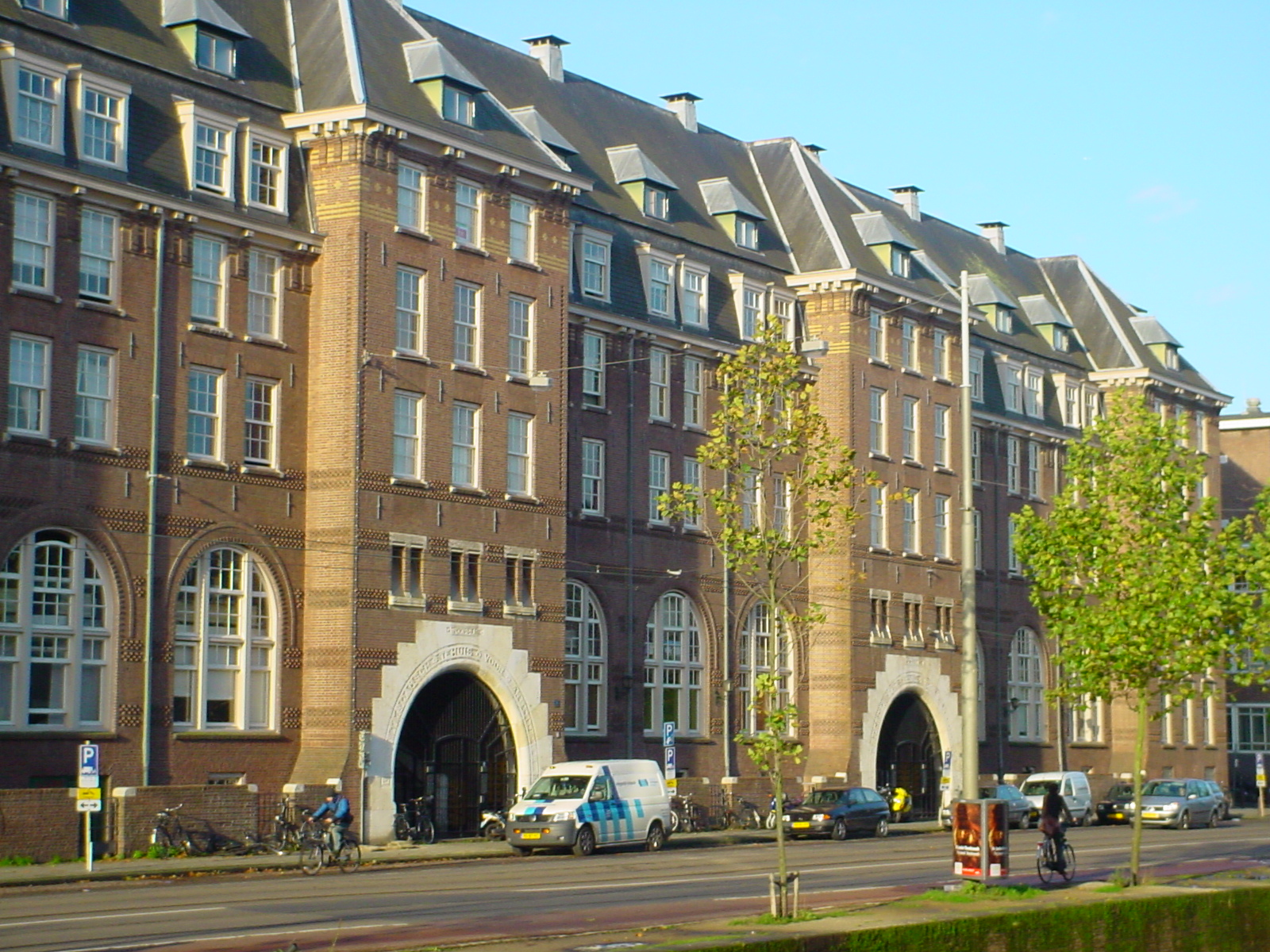
Vue de la Amsterdamsch Tehuis voor Arbeiders sur Marnixstraat.

Marnixstraat est une rue de Amsterdam.

## Situation et accès
Située dans l'arrondissement Centrum, elle relie les places de Haarlemmerplein et de Leidseplein, cette dernière étant l'une des plus animées de la ville. Elle constitue en outre la frontière ouest du quartier du Jordaan, et suit un tracé similaire à celui du Lijnbaansgracht, et à celui du Nassaukade, situé de l'autre côté du Singelgracht. 

## Origine du nom
Elle a été baptisée en l'honneur de Philippe de Marnix.

## Historique
Marnixstraat a été construite vers 1850, à la place des anciens murs d'enceinte de la ville. 